# Route européenne 36
Pour les articles homonymes, voir E36 et Route 36.
La route européenne 36 (E36) est une route reliant Berlin à Bolesławiec,.